# Tehuacán

Tehuacán é a segunda maior cidade do estado de Puebla, no México, com aproximadamente 270 mil habitantes. Localizada no  sudeste do estado Puebla, a 130km da Cidad de Puebla, a 257km da Cidade do México e a 321km da Cidade de Oaxaca, a uma altitude de 1.676 msnm, possui um clima semi-quente e semi-seco. 